# شاهکارهای هنری در آستان قدس رضوی
شاهکارهای هنری در آستان قدس رضوی یا شاهکارهای هنری در آستان قدس رضوی؛ کتیبه‌های صحن عتیق کتابی به نویسندگی مهدی صحراگرد است که در سال ۱۳۹۵ توسط آستان قدس رضوی، نشر مؤسسه آفرینش‌های هنری به زبان فارسی منتشر شد. این کتاب در زمینه هنرهای تجسمی بوده و در زمستان ۱۳۹۶ در فهرست نامزدهای دریافت جایزه کتاب سال قرار گرفت.
کتاب شاهکارهای هنری در آستان قدس رضوی به عنوان یکی از برگزیدگان سی و پنجمین دوره کتاب سال ایران انتخاب شد.
مراسم سی و پنجمین دوره جایزه کتاب‌سال جمهوری اسلامی ایران و بیست و پنجمین دوره جایزه جهانی کتاب سال با حضور حسن روحانی، رئیس‌جمهوری ایران ۱۸ بهمن ۱۳۹۶ در تالار وحدت برگزار شد.

## دربارهٔ کتاب
در کتاب حاضر به بررسی کتیبه‌های صحن عتیق حرم امام رضا پرداخته شده‌است. همچنین تلاش شده با تکیه بر دستاوردهای مفید پژوهشگران دیگر، نگرشی جامع و تعمیم‌پذیر به کتیبه‌های سایر بناهای تاریخی نیز منظور شود. با این نگاه محتوای کتیبه‌ها در چهار دسته اصلی احداثیه، مذهبی، تذکاری و اشعار مطالعه شده‌است. در این نوشتار به انواع قالب و ترکیب در کتیبه‌های نستعلیق توجه شده و به بررسی جزئیات این طبقه‌بندی پرداخته شده‌است.

## جوایز
- کتاب برگزیده سال ۱۳۹۶[۱]

## کتاب سال
کتاب سال عنوان یک جایزه نیمه‌دولتی ایرانی است که هر ساله در بهمن ماه توسط خانه کتاب ایران با تأیید نهایی وزیر فرهنگ و ارشاد اسلامی به نویسندگان برگزیده و شایسته تقدیر در بخش‌های کلیات، فلسفه و روانشناسی، دین، علوم اجتماعی، زبان، علوم کاربردی، هنر، ادبیات و تاریخ و جغرافیا اعطا می‌شود.
پیش تر این جایزه تحت عنوان جایزه سلطنتی کتاب سال از سوی بنیاد پهلوی به کتاب‌های برگزیدهٔ اهدا می‌شد و تا نوروز ۱۳۵۷ ادامه داشت.

### ۳۵امین دوره
در سی و پنجمین دوره کتاب سال ایران آثار منتشر شده در بازه زمانی فروردین تا اسفند ۹۵ مورد ارزیابی و داوری قرار گرفته‌است. در مجموع ۵۵ هزار عنوان کتاب در این دوره قرار داشت که در نهایت ۲۵۵ اثر به مرحله دوم داوری راه یافت که در ۱۱ موضوع از جمله شامل کلیات، فلسفه، روانشناسی، فیلم، کودک و نوجوان و … در ۷۲ گروه مورد ارزیابی قرار گرفت. همچنین ۲۸ اثر تألیفی، ۱۳ اثر ترجمه ای و دو اثر تصحیحی انتخاب و به عنوان برگزیده یا شایسته تقدیر تعیین شده‌اند.